# Pseudopilanus
Genre
Pseudopilanus est un genre de pseudoscorpions de la famille des Chernetidae.

## Distribution
Les espèces de ce genre se rencontrent en Amérique du Sud.

## Liste des espèces
Selon Pseudoscorpions of the World (version 3.0) :
- Pseudopilanus chilensis Beier, 1964
- Pseudopilanus crassifemoratus Mahnert, 1985
- Pseudopilanus echinatus (Ellingsen, 1904)
- Pseudopilanus fernandezianus Beier, 1957
- Pseudopilanus foliosus (Balzan, 1887)
- Pseudopilanus inermis Beier, 1977
- Pseudopilanus kuscheli Beier, 1964
- Pseudopilanus topali Beier, 1964

## Publication originale
- Beier, 1957 : Los Insectos de las Islas Juan Fernandez. 37. Die Pseudoscorpioniden-Fauna der Juan-Fernandez-Inseln (Arachnida Pseudoscorpionida). Revista Chilena de Entomología, vol. 5, p. 451-464 (texte intégral).